# Carassioides
Genre
Carassioides est un genre de poissons d'eau douce téléostéens de la famille des Cyprinidae (ordre des Cypriniformes).

## Répartition
Les espèces du genre Carassioides se rencontrent au Viêt Nam et en Chine.

## Liste des espèces
Selon World Register of Marine Species (17 décembre 2023) :
- Carassioides acuminatus (Richardson, 1846)
- Carassioides argentea Nguyen, 2001
- Carassioides macropterus Nguyen, 2001
- Carassioides phongnhaensis Nguyen & Ho, 2003

## Classification
Le nom valide complet (avec auteur) de ce taxon est Carassioides Oshima, 1926,.
Carassioides a pour synonyme :
- Carassoides (graphie incorrecte)

## Étymologie
Le nom générique, Carassioides, se compose du genre Carassius et du suffixe latin -oides, dérivé du grec ancien εἶδος, eī́dos, « forme, apparence », que Masamitsu Ōshima considère être le genre le plus proche du genre Carassius,.

## Publication originale
- Masamitsu Oshima (大島 正滿), « Notes on a collection of fishes from Hainan, obtained by Prof. S. F. Light », Annotationes zoologicae Japonenses, Tokyo (d), Tokyo Zoological Society, vol. 11, no 1,‎ 1926, p. 1-25 (ISSN 0003-5092, OCLC 1481445, DOI 10.34434/ZA000219, lire en ligne).